# موزه شیتاماچی
موزه شیتاماچی (به ژاپنی: 下町風俗資料館, Shitamachi Fūzoku Shiryōkan)، یک موزه در اوئنو، تایتو-کو، توکیو، ژاپن است. این بنا که در سواحل برکه شینوبازو در پارک اوئنو واقع شده‌است، به فرهنگ سنتی یامانوته و شیتاماچی اختصاص دارد.